# Kaiserslautern
Kaiserslautern er en by sydvest i Tyskland  i delstaten Rheinland-Pfalz ikke langt fra grænsen til Frankrig, med 99.845 indbyggere (31/12/2018) . Byen ligger ved udkanten af Pfälzer Wald, og det historiske centrum går tilbage til 800-tallet.
Byens stolthed er fodboldklubben 1. FC Kaiserslautern, som historisk har været en magtfaktor inden for tysk fodbold.